# Cambes-en-Plaine
Cambes-en-Plaine is een gemeente in het Franse departement Calvados (regio Normandië). De plaats maakt deel uit van het arrondissement Caen. Cambes-en-Plaine telde op 1 januari 2022 1.804 inwoners. In de gemeente ligt het gesloten spoorwegstation Cambes.

## Geografie
De oppervlakte van Cambes-en-Plaine bedroeg op 1 januari 2022 3,25 vierkante kilometer; de bevolkingsdichtheid was toen 555,1 inwoners per km².
De onderstaande kaart toont de ligging van Cambes-en-Plaine met de belangrijkste infrastructuur en aangrenzende gemeenten.

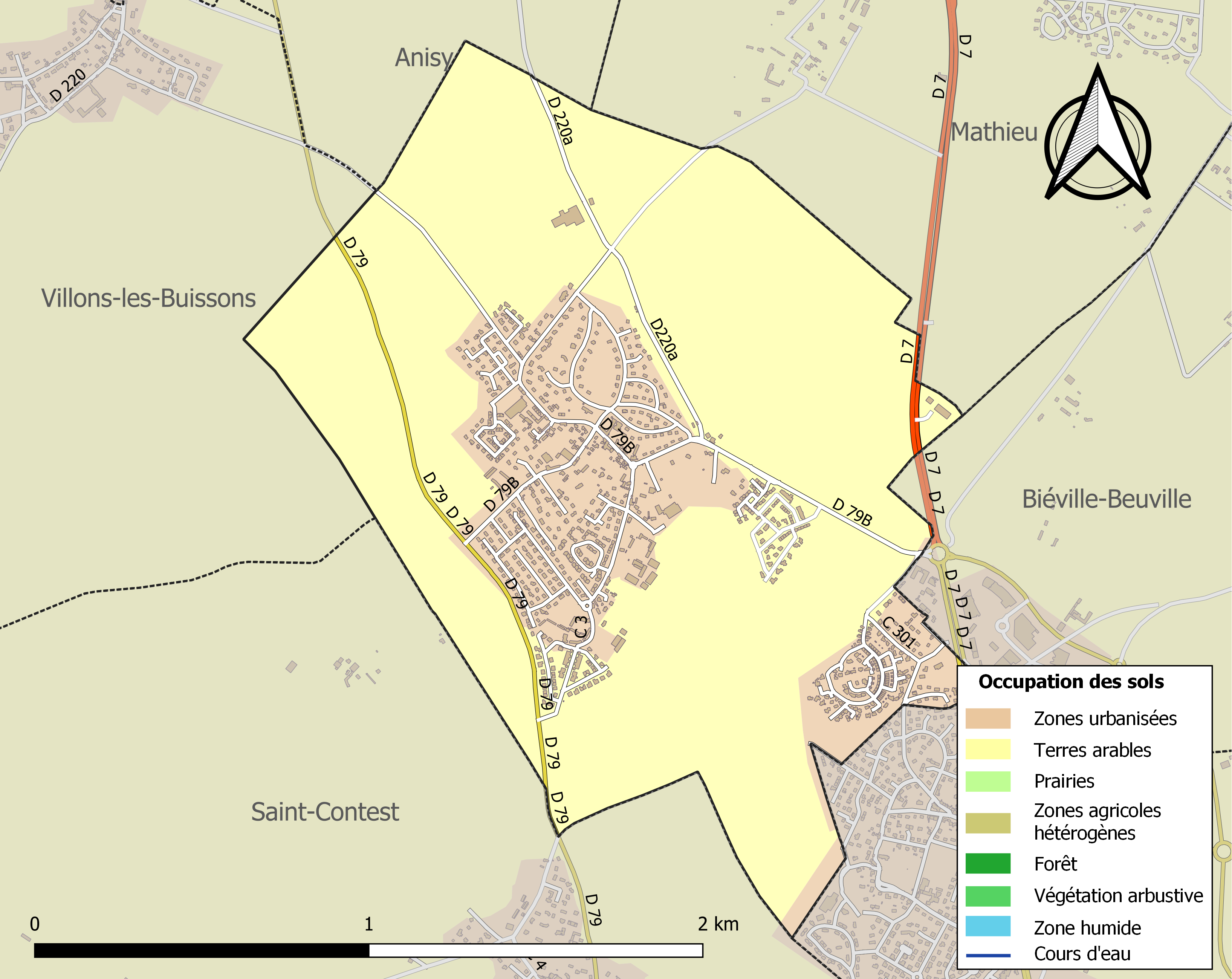

## Demografie
Onderstaande figuur toont het verloop van het inwonertal (bron: INSEE-tellingen).

Vanwege een beveiligingsprobleem met de MediaWiki Graph-software is het momenteel niet mogelijk deze grafiek weer te geven. Zodra de software is bijgewerkt zal de grafiek vanzelf weer zichtbaar worden.

## Afbeeldingen

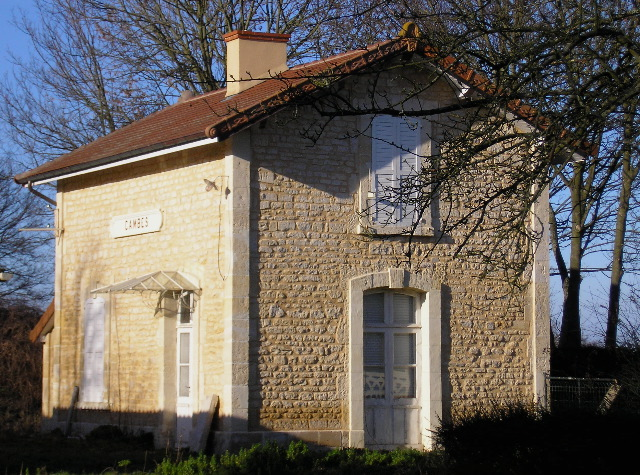
Voormalig station
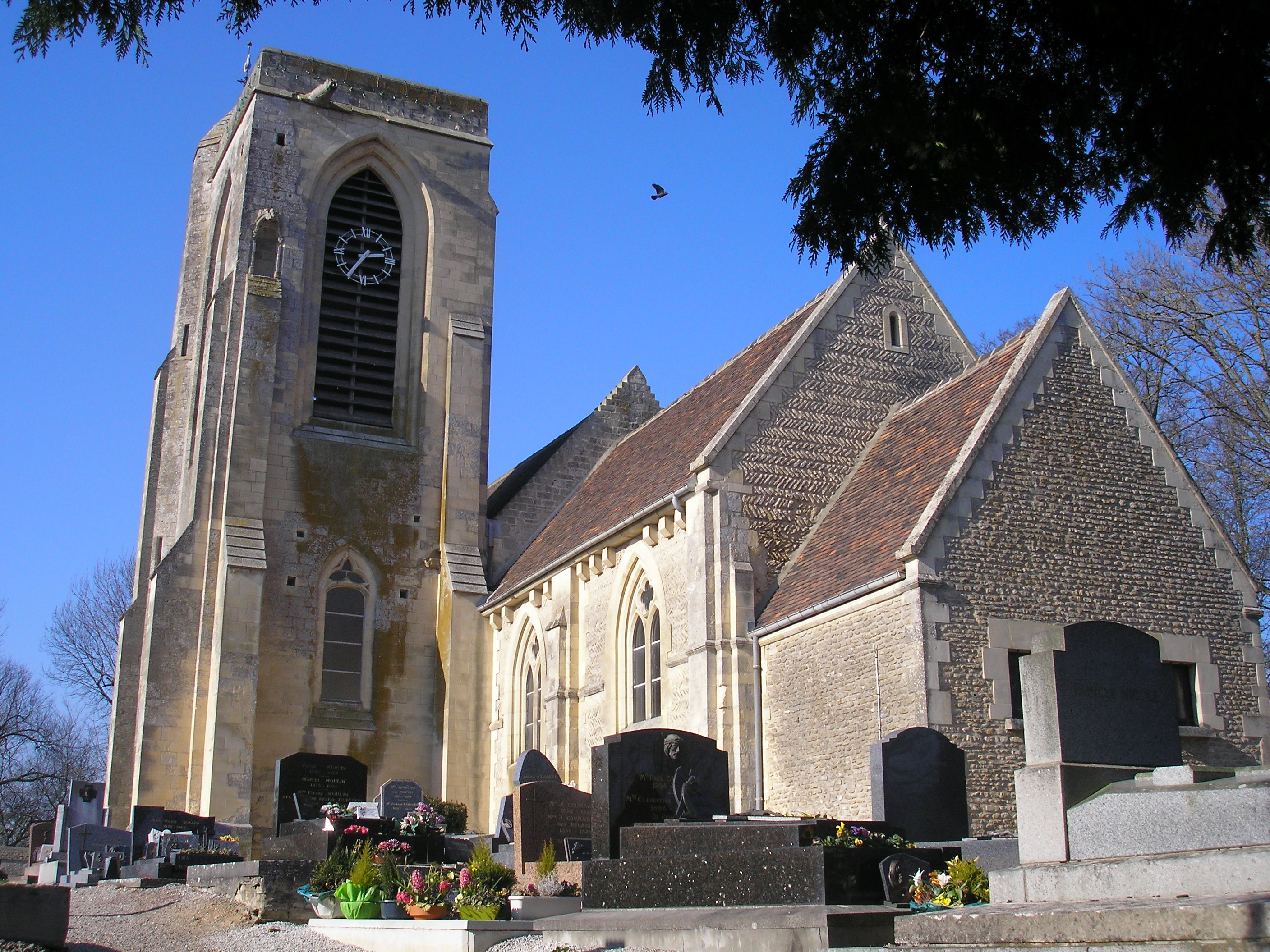
Église Saint-Martin
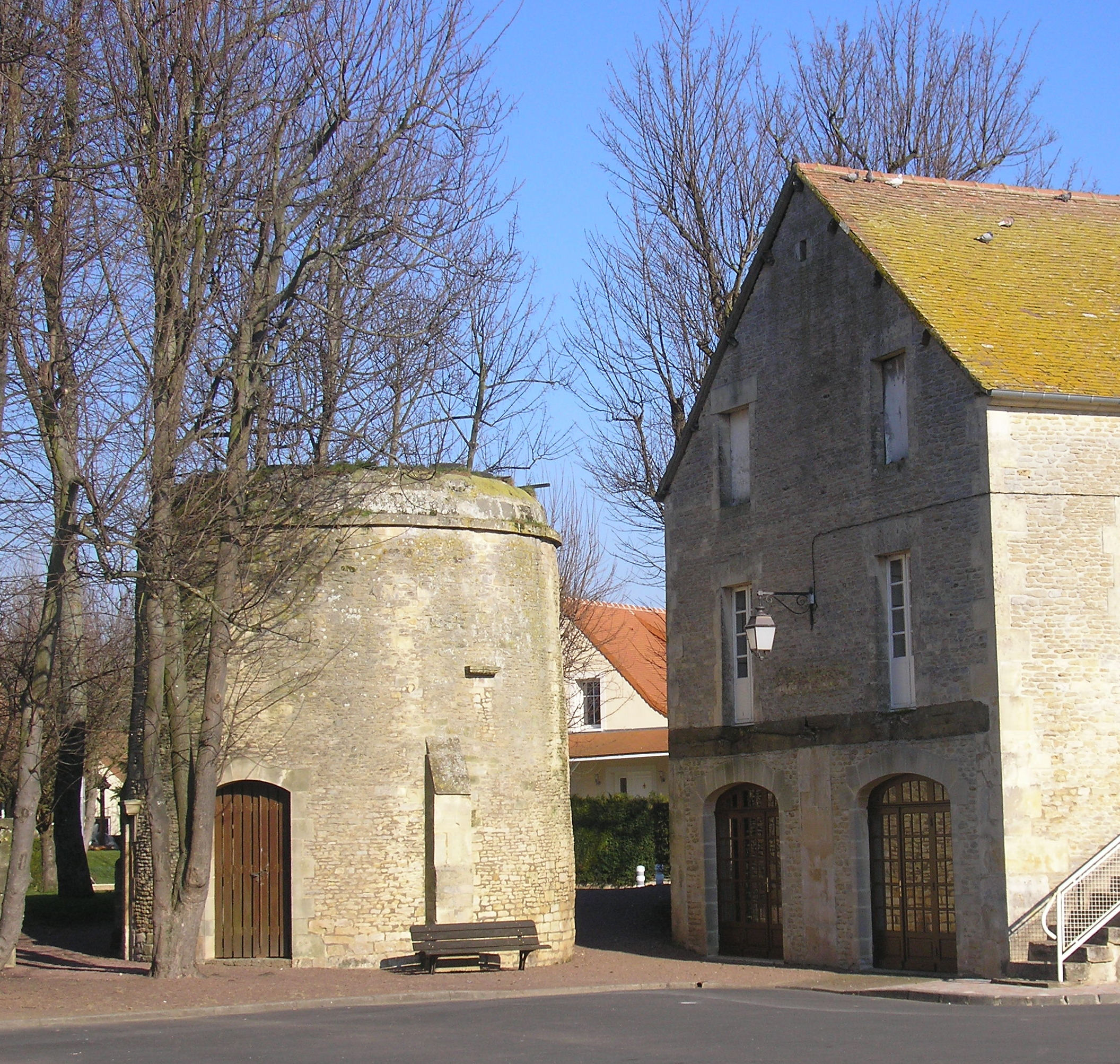
Duiventil
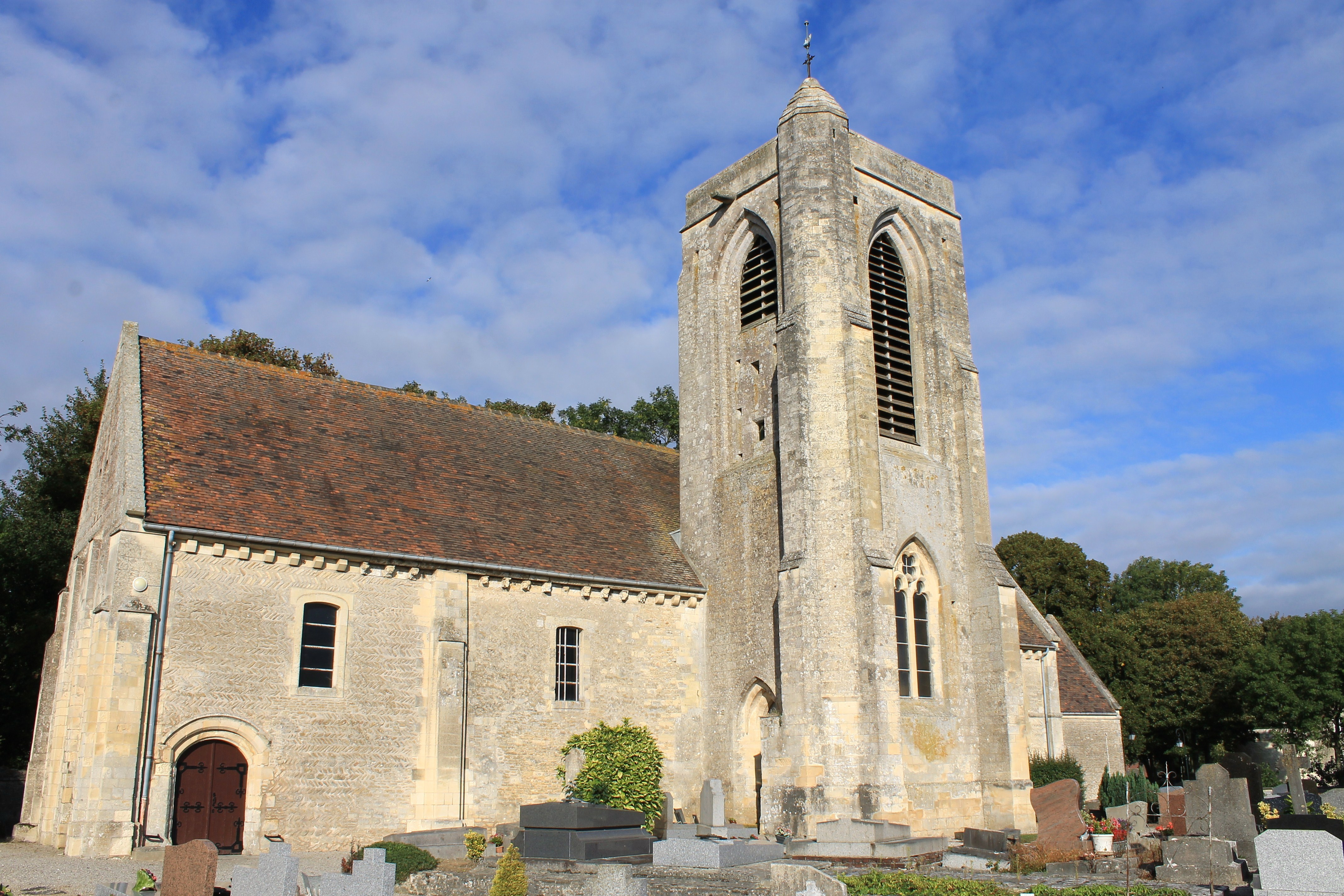
Église Saint-Martin